# Dallas Drake
Dallas Drake (ur. 4 lutego 1969 w Trail, Kolumbia Brytyjska, Kanada) – profesjonalny hokeista na lodzie, grający na pozycji prawoskrzydłowego. Obecnie związany z klubem NHL Detroit Red Wings. Wcześniej w swojej karierze występował w barwach Winnipeg Jets, Phoenix Coyotes i St. Louis Blues. Drake był też hokeistą w koledżu Northern Michigan University.

## Kariera Zawodnicza
Dallas Drake został wybrany w 6. rundzie draftu w 1989 roku przez Detroit Red Wings z numerem 116. Drake dostał się do pierwszego składu Wings bezpośrednio z obozu treningowego tuż po zakończeniu koledżu i nie spędził w ogóle czasu w żadnej z niższych lig. Zawodnik spisał się nieźle w swoim pierwszym sezonie NHL (1992/93), występując w 72 spotkaniach i zdobywając 44 punkty (18 bramek i 26 asyst). Rok później, po rozegraniu 47 meczów w barwach Skrzydeł, został odesłany do Winnipeg Jets razem z bramkarzem Timem Chevaldaem. W zamian za tych zawodników do Wings trafili bramkarz Bob Essensa i obrońca Sergiej Bautin.
Ta wymiana nie przyniosła Wings nic dobrego, gdyż Essensa wystąpił tylko w 13 spotkaniach i nie był też znaczącą siłą w playoffach. Drake natomiast zadomowił się w Jets, którzy potem przenieśli się do Phoenix i zmienili nazwę na Coyotes, gdzie dzielnie spisywał się w grze w osłabieniu i ostrzej grających formacjach.
Przed sezonem 2000/01 Drake podpisał kontrakt z St. Louis Blues, gdzie grał przez sześć następnych lat. Dwa ostatnie sezony był też kapitanem zespołu. W Blues Drake osiągnął swój najlepszy wynik pod względem zdobytych bramek (20) w sezonie 2002/03.
26 czerwca 2007 Blues umieścili Drake'a na liście odrzutków i wykupili jego kontrakt. Dwa tygodnie później, już jako wolny agent, Drake podpisał kontrakt z Red Wings wart 550 tysięcy dolarów.

## Statystyki
| 1992-93    | Detroit Red Wings | NHL        | 72  | 18  | 26  | 44  | 93  | 7  | 3  | 3  | 6  | 6  |
| 1993-94    | Detroit Red Wings | NHL        | 47  | 10  | 22  | 32  | 37  | -  | -  | -  | -  | -  |
| 1993-94    | Winnipeg Jets     | NHL        | 15  | 3   | 5   | 8   | 12  | -  | -  | -  | -  | -  |
| 1994-95    | Winnipeg Jets     | NHL        | 43  | 8   | 18  | 26  | 30  | -  | -  | -  | -  | -  |
| 1995-96    | Winnipeg Jets     | NHL        | 69  | 19  | 20  | 39  | 36  | 3  | 0  | 0  | 0  | 0  |
| 1996-97    | Phoenix Coyotes   | NHL        | 63  | 17  | 19  | 36  | 52  | 7  | 0  | 1  | 1  | 2  |
| 1997-98    | Phoenix Coyotes   | NHL        | 60  | 11  | 29  | 40  | 71  | 4  | 0  | 1  | 1  | 2  |
| 1998-99    | Phoenix Coyotes   | NHL        | 53  | 9   | 22  | 31  | 65  | 7  | 4  | 3  | 7  | 4  |
| 1999-2000  | Phoenix Coyotes   | NHL        | 79  | 15  | 30  | 45  | 62  | 5  | 0  | 1  | 1  | 4  |
| 2000-01    | St. Louis Blues   | NHL        | 82  | 12  | 29  | 41  | 71  | 15 | 4  | 2  | 6  | 16 |
| 2001-02    | St. Louis Blues   | NHL        | 80  | 11  | 15  | 26  | 87  | 8  | 0  | 0  | 0  | 8  |
| 2002-03    | St. Louis Blues   | NHL        | 80  | 20  | 10  | 30  | 66  | 7  | 1  | 4  | 5  | 23 |
| 2003-04    | St. Louis Blues   | NHL        | 79  | 13  | 22  | 35  | 65  | 5  | 1  | 1  | 2  | 2  |
| 2005-06    | St. Louis Blues   | NHL        | 62  | 2   | 24  | 26  | 59  | -  | -  | -  | -  | -  |
| 2006-07    | St. Louis Blues   | NHL        | 60  | 6   | 6   | 12  | 38  | -  | -  | -  | -  | -  |
| NHL Ogółem | NHL Ogółem        | NHL Ogółem | 944 | 174 | 297 | 471 | 844 | 68 | 13 | 16 | 29 | 67 |

Statystyki po sezonie 2006/07